# Трактат о двух Сарматиях

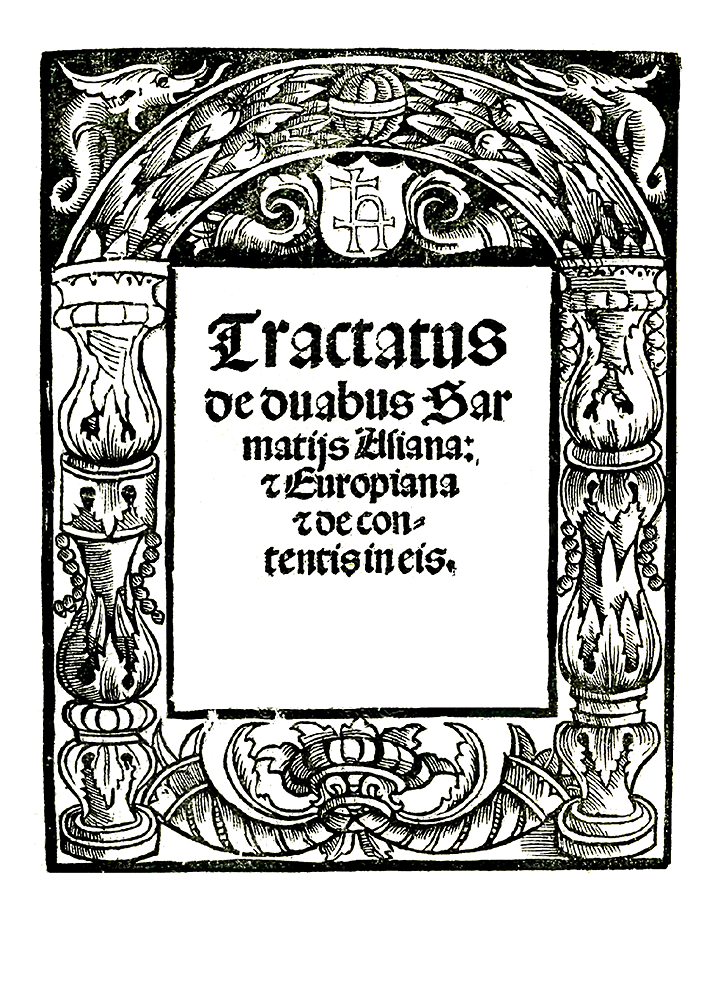
Трактат о двух Сарматиях

Трактат о двух Сарматиях (лат. Tractatus de duabus Sarmatiis) — историко-географический трактат Матвея Меховского, опубликованный в 1517 году.

## Содержание
Две Сарматии — это Азиатская и Европейская, разделённые рекой Танаис. Западным пределом Сарматии со времени Птолемея считалась Висла, а восточным — берег Каспийского (Гирканского или Хвалынского) моря. В XVI веке Сарматию населяло 4 народа: литовцы, московиты, русины и татары. Татары жили в Азиатской Сарматии не всегда, но пришли туда лишь в XIII веке, потеснив половцев. Матвей Меховский отождествляет половцев и готов. Завоевав половцев, татары разгромили Русию, воевали в Польше и Венгрии. Позже татары от сарацин приняли ислам. Среди татар различают орды казахов и ногайцев. Дикость татар Матвей объяснял астрологически через влияние Сатурна в созвездии Водолея. К югу от Сарматии лежат страны Иберия и Албания, где живут христианские хазары, мегрелы и черкесы. К северо-востоку от Московии, на побережье Северного океана лежит страна Югра, откуда вышли угры Аттилы и, пройдя через Сарматию, вторглись в Паннонию. В Югре обитают моржи. Существование Рифейских гор, откуда берут начало великие реки, Матвей отвергает, равно как и существование сказочных людей с одним глазом или псовыми головами.
Что касается происхождения славян, то Матвей заимствует легенду о братьях Лехе и Чехе, которые у него становятся потомками библейского Иавана.
Европейскую Сарматию изначально населяли аланы и роксоланы, но к XVI веку они окончательно исчезли. В степях Сарматии поселились казаки и русские черкесы (рядом с Очаковым). Собственно Рутения лежит между Польшей, Литвой, Танаисом и Днестром. В Рутении господствуют четыре веры: римская, греческая, армянская и иудейская. К северо-западу от Литвы лежит Самогития, где в шалашах живут высокие, но дикие язычники. Московию как область на Верхней Волге и на Верхнем Днепре Матвей отделяет от Рутении. Главные города Московии: Смоленск, Вологда, Вятка, Москва, Рязань, Суздаль, Устюг, Ярославль. В Московии говорят по-русски и исповедуют православие, кроме Казанского ханства, которое признает власть Москвы, но исповедует ислам. Далее к северу от Московии расположены области Корела и Пермь, где живут самобытные и дикие народы.